# Muhlenbergia scoparia
Muhlenbergia scoparia är en gräsart som beskrevs av George Vasey. Muhlenbergia scoparia ingår i släktet muhlygräs, och familjen gräs. Inga underarter finns listade i Catalogue of Life.